# ريان بوين (لاعب كرة قاعدة)
ريان بوين (بالإنجليزية: Ryan Bowen)‏ هو لاعب كرة قاعدة أمريكي، ولد في 10 فبراير 1968 في هانفورد في الولايات المتحدة.

## وصلات خارجية
- ريان بوين على موقعبيزبول رفرنس.كوم (الدوري الرئيسي) (الإنجليزية)
- ريان بوين على موقعبيزبول رفرنس.كوم (الدوري الثانوي) (الإنجليزية)
- ريان بوين على موقع مشجعي الرسوم البيانية (الإنجليزية)